# Cornelia Strong

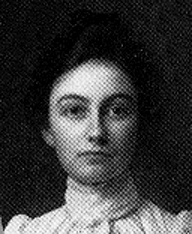
Cornelia Strong, 1903

Cornelia Strong (* 1877 in Walhalla, South Carolina; † 3. Juni 1955 in Greensboro (North Carolina)) war eine US-amerikanische Mathematikerin, Astronomin und Hochschullehrerin. Sie war Professorin am Woman’s College der University of North Carolina, wo sie von 1905 bis 1948 Mathematik und Astronomie lehrte.

## Leben und Werk
Strong war die Tochter von Cornelia Harris Gregg und dem presbyterianischen Pfarrer Hugh Strong. Sie besuchte 2 Jahre das presbyterianische Agnes Scott Institute und studierte dann an der Cornell University. 1903  erwarb sie dort einen Bachelor of Arts und unterrichtete anschließend an der Queens University of Charlotte. In den Sommermonaten studierte sie in den Summer School Programmen an der Harvard University, der University of California, der University of Colorado und der University of Wisconsin.
Sie studierte dann Mathematik und Astronomie an der University of Michigan, wo sie 1931 ihren Master of Arts erhielt. Von 1905 bis 1948 war sie Mitglied der Fakultät für Mathematik an der University of North Carolina at Greensboro, wo sie 1931 das Fach Astronomie in den Lehrplan einführte. Zu ihren Studentinnen gehörten auch viele Mathematikstudentinnen, die als menschliche Computer im National Advisory Committee on Aeronautics (NACA) und später bei der National Aeronautics and Space Administration (NASA) arbeiteten, wie die Absolventin Virginia Tucker, die als Kopfcomputer bei der CIA in den späten 1940er Jahren tätig war.
Während ihrer 43-jährigen Amtszeit änderte sich der Name der Schule 1919 in North Carolina College for Women und 1932 in Woman’s College der University of North Carolina. Von 1913 bis 1937 war sie dort Vorsitzende des Committee on Advanced Standing. Der Mathematiker John Henry Tanner, einer ihrer ehemaligen Professoren, war von ihrer Arbeit so beeindruckt, dass er später ihre Beurlaubung beantragte, damit sie an die Cornell University zurückkehrte, um ihm beim Schreiben eines Algebra-Buches für die High School zu unterstützen.
Strong zog sich 1948 aus dem Berufsleben zurück. Sie starb im Alter von 78 Jahren im Wesley Long Hospital in Greensboro.

## Mitgliedschaften
- Sigma Xi
- Mathematical Association of America
- North Carolina Educational Association
- North Carolina Academy of Science
- Astronomy Club of Greensboro

## Ehrungen
1960 wurde ein neues Wohnheim auf dem Campus des Woman’s College eröffnet und in Erinnerung an Strong benannt. Das Gebäude wurde 1994 renoviert und das Strong College wurde offiziell vom College of Arts and Sciences der Universität gegründet.